# Премія Мартіна Бека
Премія Мартіна Бека — літературна премія Шведської академії письменників детективного жанру (Svenska Deckarakademin) за найкращий перекладений кримінальний роман. Названа на честь героя декалогії романів шведських письменників Пера Вальо і Май Шевалль комісара Мартіна Бека. Це одна з найпрестижніших міжнародних літературних нагород у кримінальному жанрі.

## Переможці
1970-і роки
- 1971 — Джуліан Саймонс, The 31st February (31 лютого)
- 1972 — Фредерік Форсайт, День Шакала
- 1973 — Річард Нілі (Richard Neely), The Walter Syndrome (Синдром Волтера)
- 1974 — Френсіс Ілс (Francis Iles[en]), Malice Aforethought[en] (Передбачувана злоба)
- 1975 — Корнел Вулріч (Cornell Woolrich), Rendezvous in Black (Зустрічі в темряві)
- 1976 — Джон Франклін Бардін (John Franklin Bardin[en]), The Last of Philip Banter (1947) and Devil Take The Blue-Tail Fly (1948) (Останній про Філіпа Блантера та Диявол бере синьохвосту муху)
- 1977 — Леслі Томас (Leslie Thomas[en]), Dangerous Davies: The Last Detective (Небезпечний Девіс: Останній детектив)
- 1978 — Ентоні Прайс (Anthony Price[en]), Other Paths to Glory (Інші шляхи до слави)
- 1979 — Браян Гарфілд (Brian Garfield), Recoil (Віддача)

1980-і роки
- 1980 — Рут Ренделл (Ruth Rendell), Make Death Love Me[en] (Змусити смерть любити мене)
- 1981 — Себастьян Жапрізо (Sébastien Japrisot), One Deadly Summer[en] (Одним жарким літом)
- 1982 — Маргарет Йорк (Margaret Yorke[en] The Scent of Fear (Запах жаху)
- 1983 — П'єр Ман'ян (Pierre Magnan[en]) фр. Le Commissaire dans la truffièr (Комісар у трюфелі)
- 1984 — Лен Дейтон (Len Deighton[en]), Berlin Game[en] (Берлінська гра)
- 1985 — Елмор Леонард (Elmore Leonard), La Brava[en] (Ла Брава)
- 1986 — Джон Ле Карре (John le Carré), A Perfect Spy[en] (Найкращий шпигун)
- 1987 — Матті Урьяна Йоенсуу, (Matti Yrjänä Joensuu[en]), Harjunpää and the Tormentors (Гарьюнпяя і мучителі)
- 1988 — Скотт Туров (Scott Turow[en]), Presumed Innocent[en] (Презумпція невинуватості)
- 1989 — Андерс Боделсен (Anders Bodelsen), дан. Mørklægning (Затемнення)

1990-і роки
- 1990 — Росс Томас (Ross Thomas), Chinaman's Chance (Китайський шанс)
- 1991 — Доріс Герке (Doris Gercke[en]), Weinschröter, du musst hängen (Вайншротер, тебе слід стратити)
- 1992 — Мануель Васкес Монтальбан (Manuel Vázquez Montalbán), The South Seas[en] (Південні моря)
- 1993 — Тім Краббе (Tim Krabbé), The Golden Egg[en] (Золоте яйце)
- 1994 — Маартен'т Гарт (Maarten 't Hart[en]), Het Woeden der Gehele Wereld[en] (Гнів цілого світу)
- 1995 — Скотт Сміт (Scott Smith), A Simple Plan[en] (Простий план)
- 1996 — Девід Гутерсон (David Guterson[en]), Snow Falling on Cedars[en] (Сніг падає на кедри)
- 1997 — Баррі Ансворт (Barry Unsworth), Morality Play[en] (Моральна гра)
- 1998 — Мері Вілліс Волкер (Mary Willis Walker), Under the Beetle's Cellar[en] (Під льохом жука)
- 1999 — Йєн Пірс (Iain Pears[en]), An Instance of the Fingerpost[en] (Перст вказівний)

2000-і роки
- 2000 — Томас Г. Кук (Thomas H. Cook[en]), The Chatham School Affair (Справа Чатемської школи)
- 2001 — Пітер Робінсон (Peter Robinson[en]), In a Dry Season[en] (У сухий сезон)
- 2002 — Карін Фоссум (Karin Fossum), Black Seconds[en] (Чорні секунди)
- 2003 — Бен Елтон (Ben Elton[en]), Dead Famous[en] (Мертва знаменитість)
- 2004 — Александр Маккол Сміт (Alexander McCall Smith[en]), The No. 1 Ladies' Detective Agency[en] (Агентство № 1 леді-детективів)
- 2005 — Арнальдур Індрідасон (Arnaldur Indriðason), Voices[en] (Голоси)
- 2006 — Філіп Клодель (Philippe Claudel), Les Âmes grises[en] (Сірі душі)
- 2007 — Томас Г. Кук (Thomas H. Cook[en]), Red Leaves (Червоне листя)
- 2008 — Андреа Марія Шенкель (Andrea Maria Schenkel[en]), Tannöd[en] (Зубний біль)
- 2009 — Ендрю Тейлор (Andrew Taylor), Bleeding Heart Square (Площа кровоточивого серця)

2010-і роки
- 2010 — Деон Мейєр (Deon Meyer[en]), Devil's Peak (Пік Диявола)
- 2011 — Деніз Міна (Denise Mina), The End of the Wasp Season (Кінець сезону ос)
- 2012 — Пітер Робінсон (Peter Robinson[en]), Before the Poison (До отрути)
- 2013 — Дрор Мішані (Dror Mishani[en]), The Missing File (Зниклий файл)
- 2014 — Йорн Лієр Горст (Jørn Lier Horst), The Hunting Dogs (Мисливські собаки)
- 2015 — Нік Піццолатто (Nic Pizzolatto), Galveston (Галвестон)
- 2016 — Рей Селестін (Ray Celestin), The Axeman's Jazz (Джаз лісоруба)
- 2017 — Ане Ріел (Ane Riel[en]), Harpiks (Смола)
- 2018 — Томас Муллен (Thomas Mullen[en]), Darktown[en] (Темне місто)
- 2019 — Джейн Гарпер (Jane Harper[en]), The Lost Man (Загублена людина)

2020-і роки
- 2020 — Деон Мейєр (Deon Meyer[en]), The Last Hunt (Останнє полювання)
- 2021 — Ґійом Мюссо (Guillaume Musso), фр. La jeune fille et la nuit (Дівчина і ніч)